# Kleinurleben

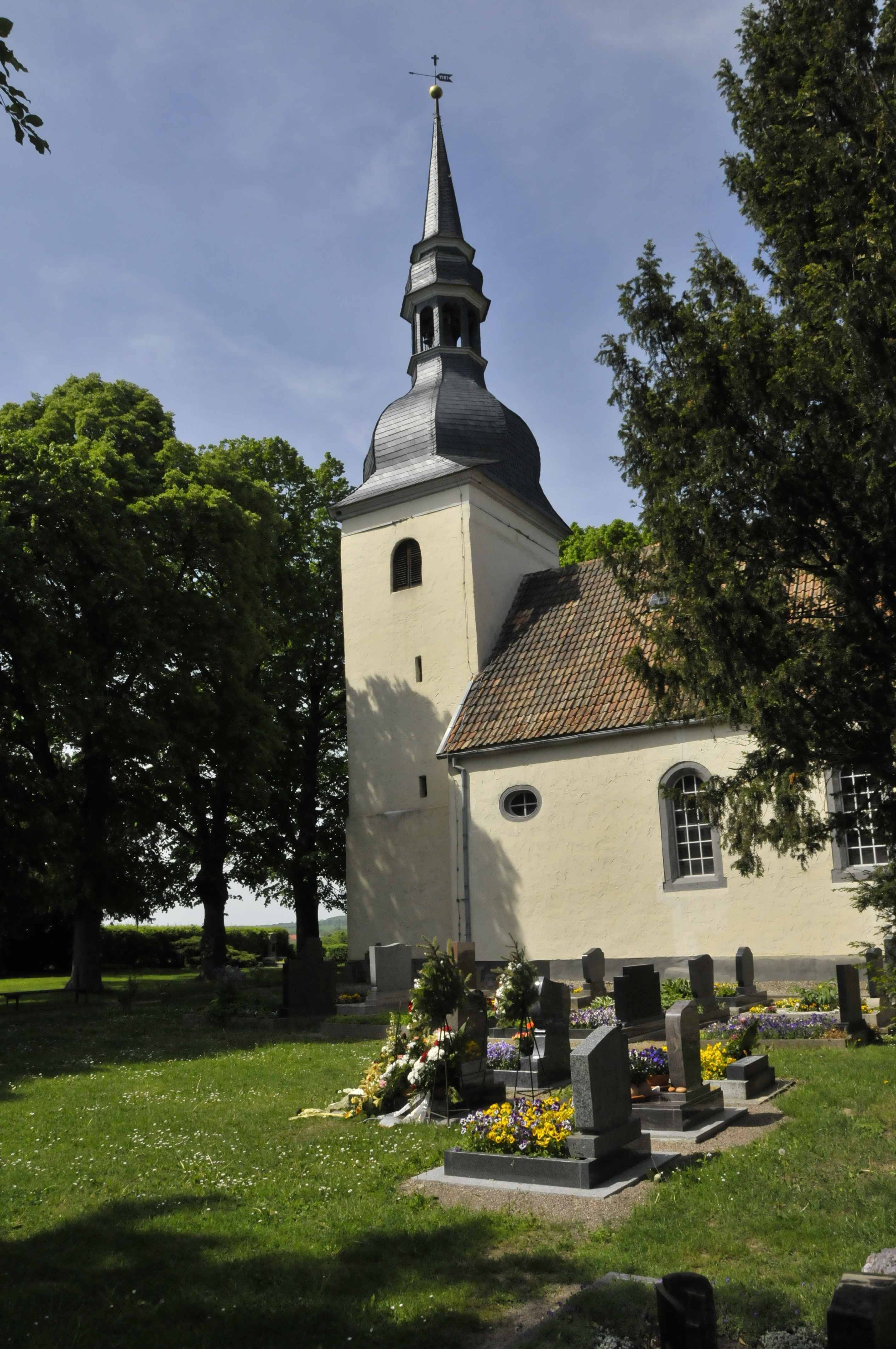
Dorfkirche St. Marien

Kleinurleben ist ein Ortsteil der Gemeinde Urleben im Unstrut-Hainich-Kreis in Thüringen.

## Geografie
Kleinurleben liegt 4,8 Kilometer westlich vom Ortsende Bad Tennstedts in Richtung Bad Langensalza etwas abseits von der L 3176 an der L 2127 Großvargula – Kirchheilingen im fruchtbaren Ackerbaugebiet des Thüringer Beckens. Durch den Ort fließt der aus Klettstedt kommende Klunkerbach in Richtung Osten, wo er sich nach 1,44 km mit dem aus Großurleben kommenden Borntalsbach zum Seltenraingraben vereint. Dieser wiederum nennt sich ab Bad Tennstedt Öde und mündet in Straußfurt in die Unstrut.

## Geschichte
Kleinurleben wurde erst am 15. Juli 1289 erstmals urkundlich erwähnt. Die ausgedehnte Siedlung Urleben gehörte ab 1261 zum Streubesitz von Kloster Beuren im Eichsfeld. Ein Wirtschaftshof des Klosters bildete den Verwaltungsmittelpunkt des Ortes. Urleben teilte sich spätestens damals in die eigenständigen Orte Großurleben und Kleinurleben.
Im Bauernkrieg gingen die Urlebener Bauern zum Weberstedter Haufen und waren an der Erstürmung der Burg Gräfentonna beteiligt. Als Grundherren für beide Orte traten die Herren Berlepsch in Erscheinung. Diese waren von 1571 bis 1848 Besitzer des Rittergutes Hausurleben. Der Ort gehörte bis 1815 zum kursächsischen Amt Langensalza und nach seiner Abtretung an Preußen von 1816 bis 1944 zum Landkreis Langensalza in der Provinz Sachsen.
Am 20. Mai 1974 wurden die Gemeinden Großurleben und Kleinurleben zur neuen Gemeinde Urleben zusammengeschlossen.

## Kultur und Sehenswürdigkeiten

### Kirche
Das Ortsbild wird von der auf einer Anhöhe stehenden Bergkirche St. Marien oder Beatae Mariae Virginis geprägt. Diese wurde von der Familie von Berlepsch mit reicher Ausstattung versehen. Dazu gehören einige Grabsteinen und Familienporträts sowie Bildnisse von Martin Luther und Philipp Melanchthon aus der Werkstatt des Lucas Cranach des Jüngeren. Die Kirche dient auch den Großurlebenern als Gotteshaus, da sich in ihrem Ort keine Kirche befindet. Die Kirchengemeinde Urleben gehört zum Pfarrbereich Großvargula im Kirchenkreis Mühlhausen der Evangelischen Kirche in Mitteldeutschland.

### Grabhügel
Die so genannte Milchinsel nahe der Kirche ist ein Grabhügel, der Brand- und Körpergräber sowie Pferdebestattungen barg. Zentral lag ein Brandschüttungsgrab, seitlich daneben lagen Steinkisten- und Skelettgräber, die um 700 belegt worden sind. Wegen Bauarbeiten wurde der Grabhügel 1966–1968 untersucht. Das Gräberfeld war vermutlich der Grund zur Standortwahl des Kirchenbaus.